# 刘志华 (1949年)
刘志华（1949年4月6日—），男，遼寧盤錦人，中华人民共和国政治人物。大學畢業，高級經濟師職稱。

## 生平
劉氏曾經在北京市勞動局、勞動部、北京市西城區任職，1998年任北京市人民政府副市长，分管北京奥运会的基建工作，基本建設，國土房管等。2006年6月11日被北京市人民代表大會常務委員會免职。传闻有经济问题，并生活腐败。郭文贵亲口承认他为扳倒刘提供了录像带。
2008年10月18日，河北省衡水市中级人民法院一审认定刘志华单独或与情妇王建瑞共同受贿近700万元，以受贿罪判处刘志华死刑，缓期2年执行。刘志华不服一审判决，提出上诉。2009年1月21日，河北省高级人民法院终审驳回上诉，维持原判。